# Нотанги
Нотанги (прусск Notangi, лит. Notangai, нем. Natanger) — одне з прусських племен, що мешкало на території нинішньої Калінінградської області. Їх земля йменувалася Нотангою.
У XIII сторіччі, коли Тевтонський орден почав хрестові походи проти прусів, близько 15 тисяч нотангів мешкало на землях між річками Преголя і Лава. Землі їх межували із Самбіїю (земля самбів) на півночі та Вармією на півдні. Нотанги говорили на говірці давньопруської мови.
Нотанги уперше згадані в мирному договорі 1238 року між Тевтонським орденом і Святополком II Великим. Дзежґоньський договір 1249 року, що гарантував особисту свободу новонаверненим християнам, поширювався і на нотангів. Однак договір ігнорував основні причини конфлікту, і в листопаді 1249 року вбили 54 лицарі в битві під Крюкеном. Однак скоро орден відновив сили і всього два роки по тому продовжив хрестові походи. У 1255 році тевтонські лицарі побудували Кенігсберг в гирлі Преголи, прямо на кордоні Нотангії та Самбії.
Під час Великого пруського заколоту (1260—1274) нотанги обрали своїм вождем Геркус Мантаса, який здобув освіту у Німеччині. Спочатку він домігся деякого успіху і розбив лицарів у битвах при Покарвісе і при Любаві. Проте повстанці не змогли взяти замки Тевтонського ордена і втратили бойовий дух. Геркус, що став найвидатнішим лідером прусів, був полонений і страчений 1273 року. Старшина нотангів підкорилася німцям, які обіцяли дати їм привілеї і не чіпати їх майно. Востаннє нотанги повстали під проводом Сабінаса й Станти 1295 року.
Нотанги зберігали рідну мову і звичаї до XVII сторіччя. Потім, наприкінці XVII — початку XVIII століття, вони остаточно розчинилися в пришлому німецькому населенні і перейшли на німецьку мову, проте називали себе нотанги до 1945 року, і навіть місцева газета міста Ландсберг називалася з 1919 року «Natanger Zeitung».